# Метро Ванкувер
Метро Ванкувер (енгл. Metro Vancouver) је политичко тело и корпоративни ентитет који је покрајинским законодавством одређен као један од регионалних округа у  Британској Колумбији, Канада.   Службено правно име је Регионални округ Метро Ванкувер (енгл. Metro Vancouver Regional District (MVRD)), организација је раније била позната под називом „Велики Ванкувер Регионални Дистрих“.  Према попису из 2016. године  Метро Ванкувер је имао 2.463.431 становника.
Метро Ванкувер обухвата 23 локална ентитета (градове и села); пружа регионалне услуге, одређује заједничку политику и делује као политички форум. Најнасељенији град у регионалном округу је Ванкувер, а административне канцеларије Метро Ванкувера налазе се у граду Бернаби. Границе одговарају границама градског подручја пописа .  
Метро Ванкувер обухвата између осталог : Ванкувер, Бернаби, Ричмонд (Британска Колумбија), Норт Ванкувер, Сари (Британска Колумбија), Коквитлам, Њу Вестминстер (Британска Колумбија), Порт Коквитлам и Порт Муди